# UFC 91
UFC 91: Couture vs. Lesnar foi um evento de artes marciais mistas promovido pelo Ultimate Fighting Championship, ocorrido em 15 de novembro de 2008 no MGM Grand Garden Arena em Paradise, Nevada. Foi marcado pela volta de Randy Couture ao octógono do UFC. Randy colocou seu Cinturão Peso Pesado do UFC em jogo contra Brock Lesnar.

## Resultados
Nota 1 Pelo Cinturão Peso-Pesado do UFC.

## Bônus da Noite
- Luta da Noite:  Aaron Riley vs.  Jorge Gurgel
- Nocaute da Noite:  Jeremy Stephens
- Finalização da Noite:  Dustin Hazelett

## Ligações Externas
- Página oficial

1. ↑  Nota 1